# Скокі-Дуже
Скокі-Дуже (пол. Skoki Duże) — село в Польщі, у гміні Влоцлавек Влоцлавського повіту Куявсько-Поморського воєводства.
Населення — 79 осіб (2011).
У 1975-1998 роках село належало до Влоцлавського воєводства.

## Демографія
Демографічна структура станом на 31 березня 2011 року:
|          | Загалом | Допрацездатний вік | Працездатний вік | Постпрацездатний вік |
| -------- | ------- | ------------------ | ---------------- | -------------------- |
| Чоловіки | 34      | 9                  | 21               | 4                    |
| Жінки    | 45      | 9                  | 22               | 14                   |
| Разом    | 79      | 18                 | 43               | 18                   |